# Sarah Parker Remond
Sarah Parker Remond (Salem, 6 giugno 1826 – Roma, 13 dicembre 1894) è stata un'attivista e medico statunitense.

## Biografia
Cresciuta a Salem, Massachusetts, in una famiglia afroamericana attiva nel movimento per l'abolizione della schiavitù, fu attiva nella Società Americana Contro lo Schiavismo, attivista internazionale per i diritti umani e per il suffragio femminile. Sin da giovane tenne discorsi contro la schiavitù negli Stati Uniti.
Nel 1858, Remond fu invitata a recarsi in Inghilterra per parlare pubblicamente per la causa abolizionista. A Londra conobbe il politico e patriota italiano Giuseppe Mazzini, che le scrisse delle lettere di presentazione quando Remond decise di trasferirsi in Italia nel 1866. Come residenza scelse Firenze, allora capitale d'Italia, per studiare medicina presso l'Ospedale di Santa Maria Nuova, dove si laureò in ostetricia. Remond ha praticato la professione medica in Italia per oltre 20 anni. In seguito, nel 1880, si trasferì a Roma (dove, secondo Frederick Douglass, abitava a Piazza Barberini, 6) e non fece mai più ritorno negli Stati Uniti. 
In Italia, il 25 aprile 1877, Remond sposò Lazzaro Pintor (1833-1913), un impiegato italiano originario della Sardegna. Remond morì il 13 dicembre 1894 a Roma. È sepolta nel cimitero acattolico di Roma.

## Riconoscimenti
Nel 1999 la Massachusetts State House ha onorato sei donne eccezionali dello stato installando una serie di sei alti pannelli di marmo con ciascuno un busto in bronzo; i busti sono di Remond, Dorothea Dix, Florence Luscomb, Mary Kenney O'Sullivan, Josephine St. Pierre Ruffin e Lucy Stone. Due citazioni di ciascuna di queste donne sono incise sul proprio pannello di marmo. Il muro dietro i pannelli ha una carta da parati composta da sei documenti governativi ripetuti più e più volte, con ogni documento correlato a una causa di una o più delle donne.
Nel 2020 l'University College di Londra ha ribattezzato il suo Centre for the Study of Racism & Racialisation in Sarah Parker Remond Center.

## Nella cultura di massa
Il personaggio di Lafanu Brown nel romanzo La linea del colore (2020) di Igiaba Scego è ispirato in parte a Remond, in parte a Edmonia Lewis, scultrice afro-americana che visse a Roma nello stesso periodo.